# Göstorps skog
Göstorps skog este o arie protejată (arie specială de conservare — SAC, sit de importanță comunitară — SCI) din Suedia întinsă pe o suprafață de 158,9 ha, integral pe uscat.

## Localizare
Centrul sitului Göstorps skog este situat la coordonatele 56°36′25″N 13°10′45″E / 56.607°N 13.1793°E.

## Înființare
Situl Göstorps skog a fost declarat sit de importanță comunitară în decembrie 1995 pentru a proteja un număr necunoscut de specii din flora spontană și fauna sălbatică aflate în arealul zonei. Situl a fost protejat și ca arie specială de conservare în martie 2011.

## Biodiversitate
Situată în ecoregiunile boreală și continentală, aria protejată conține 7 habitate naturale: Păduri caducifoliate de mlaștină fino-scandinave, Păduri acidofile de stejar bătrân cu Quercus robur pe câmpii nisipoase, Lacuri și iazuri distrofice naturale, Izvoare fino-scandinave și mlaștini produse de izvoare bogate în minerale, Mlaștini împădurite, Mlaștini turboase de tranziție și turbării mișcătoare, Păduri de fag Luzulo-Fagetum.
La baza desemnării sitului se află un număr nedeclarat de specii protejate.